# Эльвиус, Айна
Айна Эльвиус (швед. Aina Margareta Elvius, урождённая Эрикссон, Eriksson; 26 июня 1917 — 23 мая 2019) — шведский астроном, занималась поляризацией света в галактиках, а также от активных галактических ядер. Член Шведской королевской академии наук (1975).
Один из самых известных астрономов Швеции.
Будучи профессором Стокгольмского университета на рубеже 1980-х, стала первой женщиной-профессором астрономии в Швеции.
В 1956 году в Стокгольмском университетском колледже (ныне Стокгольмский университет) защитила докторскую диссертацию по спиральным галактикам. Работала в Стокгольме и Упсале, много раз посещала США. В 1979—1981 гг. профессор кафедры астрономии Стокгольмского университета.
Подписала «Предупреждение учёных человечеству» (1992).
Супруг — Торд Эльвиус (с 1940, ум. 1992), также шведский астроном и член Шведской королевской академии наук.
Автор многих работ.